# Trận Sunomatagawa
Trận Sunomatagawa (墨俣川の戦い (Mặc Ngũ Xuyên chi chiến) Sunomatagawa no Tatakai, Trận Mặc Ngũ Xuyên) diễn ra ở Nhật Bản năm 1181, ở nơi ngày nay là Sunomata, tỉnh Gifu. Trận đánh bắt đầu khi Minamoto no Yukiie cố bất ngờ tấn công quân địch vào lúc trời tối. Ông thấy Taira no Tomomori và quân đội nhà Taira ở ngay đối diện mình, dọc sông Sunomata, gần biên giới hai tỉnhOwari và Mino. Các chiến binh của gia tộc Minamoto lội qua sông, nhưng cuộc phục kích của họ thất bại khi gia tộc Taira có thể phân biệt quân nhà đang khô với quân địch người đầy nước, kể cả ở trong đêm tối. Yukiie và số quân Minamoto còn sống sót bị buộc phải lội qua bên kia sông chạy trốn.
Sau khi vượt sông, quân Minamoto đến sông Yahagi ở tỉnh Mikawa, nhưng quân Taira đuổi ngay sau họ.